# Der Todes-Twister
Der Todes-Twister (Originaltitel NYC: Tornado Terror) ist ein kanadischer Katastrophenfernsehfilm aus dem Jahr 2008 von Tibor Takács, nach einem Drehbuch von T. S. Cook.

## Handlung
Im Central Park wird ein Event veranstaltet. Dieses wird jedoch bald von Wirbelstürmen gestört. Die vielen kleinen Wirbelstürme verbinden sich allerdings bald zu einem gigantischen Wirbelsturm. Dr. Cassie Lawrence ist die führende Meteorologin des New Yorker Wetteramts und ist beauftragt, das Phänomen aus nächster Nähe zu begutachten. Ihr Ehemann, der stellvertretender Bürgermeister Jim Lawrence, begleitet sie dabei.
Wenig später wird Liberty Island von einem großen Wirbelsturm heimgesucht, wobei der Freiheitsstatue ein Arm weggerissen wird. Dabei wird Lori, Tochter von Dr. Cassie Lawrence und Jim Lawrence, gemeinsam mit ihrem Freund Brian Flynn von Trümmern verschüttet. Die beiden stoßen allerdings auf ein unterirdisches Tunnelsystem und erhoffen sich, dort einen Ausgang zu finden. Cassie muss derweil dem Bürgermeister Leonardo Fakten liefern. Sie findet heraus, dass aufgrund des Klimawandels die Atmosphäre in eine obere und eine untere Schicht gespaltet hat. Dadurch hat sich ein Vortex gebildet. Dort bilden sich mehrere Stürme.
Cassie kontaktiert den Raketenwissenschaftler Liggenhorn, der in New Jersey einen privaten Spaceport betreibt. Mit dessen Hilfe will sie mit Trockeneis das Loch im Himmel verschließen. Allerdings hat die NASA andere Pläne und kommt Cassie in die Quere.

## Hintergrund
Gedreht wurde unter anderen in Vancouver. Der Film feierte sein Debüt am 4. Oktober 2008 auf Syfy. Seine deutsche Free-TV-Premiere feierte der Film am 3. Juli 2009 auf RTL Zwei. Am 25. Mai 2010 startete der Film in den US-amerikanischen Filmverleih.

## Rezeption
„Konventioneller (Fernseh-)Katastrophen-Thriller mit Öko-Botschaft.“

„Windiges Klimawandel-Szenario der Unterliga.“

Auf Badmovie wird von einem ordentlichen TV-Katastrophenthriller gesprochen, der allerdings „keine Bäume“ ausreißt. Final erhält der Film drei von fünf Punkten.
Im Popcornmeter, der Zuschauerwertung auf Rotten Tomatoes, hat der Film bei über 250 Abstimmungen eine Wertung von 23 % erhalten. In der Internet Movie Database hat der Film bei über 1600 Stimmabgaben eine Wertung von 3,6 von 10,0 möglichen Sternen (Stand: Juli 2025).